# 自强街道
自强街道，是中华人民共和国吉林省长春市南关区下辖的一个乡镇级行政单位。

## 行政区划
自强街道下辖以下地区：
北安社区、重庆路北社区、重庆路南社区、自强社区和庆利社区。